# Trường Sĩ quan Phòng hóa
Trường Đại học Sĩ quan Phòng hóa (HGH) trực thuộc Binh chủng Hóa học của Bộ Quốc phòng đào tạo sĩ quan chỉ huy kỹ thuật hóa học trình độ đại học quân sự, cao đẳng và trung cấp chuyên nghiệp.
- Thành lập vào: 21/9/1976.
- Trụ sở: xã Sơn Đông, thị xã Sơn Tây, thủ đô Hà Nội.

## Lịch sử
Để đáp ứng yêu cầu xây dựng Quân đội trong tình hình mới, ngày 21 tháng 9 năm 1976, Thượng tướng Hoàng Văn Thái - Thứ trưởng Bộ Quốc phòng, Phó Tổng tham mưu trưởng Quân đội nhân dân Việt Nam, ký Quyết định số 213/QĐ - TM thành lập Trường Sĩ quan Hoá học (nay là Trường Đại học Sĩ quan Phòng hoá). Nhà trường có nhiệm vụ: Đào tạo cán bộ sơ cấp hoá học; đào tạo hạ sĩ quan và nhân viên CMKT Hoá học; tập huấn bổ túc cán bộ trung, sơ cấp hoá học; đào tạo cán bộ hoá học cho Quân đội Nhân dân Lào và Quân đội Hoàng gia Campuchia...
Ngày 14 tháng 10 năm 1994 Bộ Giáo dục và Đào tạo đã có Quyết định 2954/GD- ĐT công nhận Trường Đại học Sĩ quan Phòng hoá chuyển lên đào tạo sĩ quan chỉ huy kỹ thuật Phòng hoá bậc cao đẳng.
Ngày 21 tháng 9 năm 1998 Thủ tướng Chính phủ ký Quyết định 180/QĐ - TT giao Trường Đại học Sĩ quan Phòng hoá nhiệm vụ đào tạo sĩ quan chỉ huy kỹ thuật Phòng hoá bậc đại học.
Về cơ cấu tổ chức Đảng, để kiện toàn cơ quan lãnh đạo của Nhà trường, ngày 08 tháng 01 năm 1977, Đảng ủy Binh chủng Hóa học ra Quyết nghị số 23/QN, chuyển Đảng bộ Đoàn huấn luyện 902, thành Đảng bộ TSQ Hoá học trực thuộc Đảng ủy Binh chủng, chuyển cấp ủy cũ của Đoàn huấn luyện 902 thành Đảng ủy TSQ Hoá học cho đến khi tổ chức đại hội; Đảng ủy gồm 5 đồng chí; Đồng chí Bùi Vinh, Phó Chính ủy, giữ chức Bí thư Đảng ủy.
Đại hội đại biểu Đảng bộ lần thứ I, tiến hành từ  ngày 03 đến ngày 04 tháng 8 năm 1977, dự Đại hội có 41 đại biểu. Đại hội đã bầu Đảng ủy gồm 5 đồng chí; Đồng chí Bùi Vinh, Phó Chính ủy, được bầu làm Bí thư Đảng ủy.
Đại hội đại biểu Đảng bộ lần thứ II, tiến hành từ  ngày 25 đến ngày 26 tháng 10 năm 1979, dự đại hội có 65 đại biểu thay mặt cho 290 đảng viên. Đại hội bầu Ban Chấp hành Đảng bộ nhiệm kỳ mới gồm 9 đồng chí, Đồng chí Ngô Văn Quyền, Chính ủy, được bầu làm Bí thư Đảng ủy.
Đại hội đại biểu Đảng bộ lần thứ III, tiến hành từ  ngày 14 đến ngày 15 tháng 6 năm 1981, dự Đại hội có 78 đại biểu, thay mặt cho 309 đảng viên. Đại hội đã bầu Ban Chấp hành Đảng bộ nhiệm kỳ mới gồm 9 đồng chí, Đồng chí Lý Mộng Hồng, Phó Chính ủy, được bầu làm Bí thư Đảng ủy.
Đại hội đại biểu Đảng bộ lần thứ IV, tiến hành vào ngày 07, 08 tháng 9 năm 1986, dự Đại hội có 89 đại biểu, thay mặt cho 307 đảng viên. Đại hội đã bầu Ban Chấp hành Đảng bộ nhiệm kỳ mới gồm 9 ủy viên chính thức và 2 ủy viên dự khuyết, Đồng chí Hoàng Thạch, Phó Hiệu trưởng về Chính trị, được bầu làm Bí thư Đảng ủy.
Đại hội đại biểu Đảng bộ lần thứ V, tiến hành vào ngày 20, 21 tháng 4 năm 1989, dự Đại hội có 113 đại biểu, thay mặt cho 358 đảng viên. Đại hội bầu Ban Chấp hành Đảng bộ nhiệm kỳ mới, gồm 8 ủy viên chính thức và 01 ủy viên dự khuyết, Đồng chí Hoàng Thạch, Phó Hiệu trưởng về Chính trị, được bầu làm Bí thư Đảng ủy.
Đại hội đại biểu Đảng bộ lần thứ VI, tiến hành từ ngày 20 đến ngày 21 tháng 10 năm 1991; dự Đại hội có 88 đại biểu, thay mặt cho 232 đảng viên. Đại hội đã bầu Ban Chấp hành Đảng bộ nhiệm kỳ mới gồm 9 đồng chí; Đồng chí Nguyễn Tất Thể, Phó Hiệu trưởng về Chính trị, được bầu làm Bí thư Đảng ủy.
Đại hội đại biểu Đảng bộ lần thứ VII, tiến hành từ ngày 07 đến ngày 09 tháng 02 năm 1996; dự Đại hội có 87 đại biểu, thay mặt cho 223 đảng viên. Đại hội đã bầu Ban Chấp hành Đảng bộ nhiệm kỳ mới gồm 9 đồng chí; Đồng chí Nguyễn Tất Thể, Phó Hiệu trưởng về Chính trị, được bầu làm Bí thư Đảng ủy.
Đại hội đại biểu Đảng bộ lần thứ VIII được tiến hành từ ngày 24 đến ngày 25 tháng 10 năm 2000; dự Đại hội có 99 đại biểu thay mặt cho 284 đảng viên. Đại hội đã bầu Ban Chấp hành Đảng bộ nhiệm kỳ mới gồm 9 đồng chí; Đồng chí  Nguyễn Đức Vỹ, Hiệu trưởng, được bầu làm Bí thư Đảng ủy.
Đại hội đại biểu Đảng bộ lần thứ IX, tiến hành từ ngày 28 đến ngày 30 tháng 9 năm 2005, dự Đại hội có 78 đại biểu thay mặt cho hơn 300 đảng viên. Đại hội đã bầu Ban Chấp hành  Đảng bộ nhiệm kỳ mới gồm 9 đồng chí; Đồng chí Hoàng Trung Thành, Phó Hiệu trưởng về Chính trị, được bầu làm Bí thư Đảng ủy.
Đại hội đại biểu Đảng bộ lần thứ X, tiến hành từ ngày 19 đến ngày 21 tháng 7 năm 2010, dự Đại hội có 96 đại biểu, đại diện cho 304 đảng viên. Đại hội đã bầu Ban chấp hành Đảng bộ nhiệm kỳ mới gồm 13 đồng chí; Đồng chí Phùng Quốc Dụng, Chính ủy, được bầu giữ chức Bí thư Đảng ủy.
Đại hội đại biểu Đảng bộ Trường Đại học Sĩ quan Phòng hóa lần thứ XI, tiến hành từ ngày 21 đến 23 tháng 7 năm 2015, dự Đại hội có 119 đại biểu đại diện cho 325 đảng viên. Đại hội đã bầu Ban Chấp hành Đảng bộ Nhà trường nhiệm kỳ mới gồm 13 đồng chí;  Đồng chí Nguyễn Đức Thành, Chính ủy, được bầu làm Bí thư Đảng ủy.
Trong những năm xây dựng, phát triển, trưởng thành với truyền thống “Trung thành, kiên định, chủ động, sáng tạo, đoàn kết, quyết thắng” Nhà trường đã tổ chức được 272 khoá huấn luyện, với 9.921 học viên đã tốt nghiệp với các chức danh chuyên ngành khác nhau; Nhà trường đã mở nhiều lớp tập huấn cán bộ, nhân viên kỹ thuật hóa học, cùng 24 khoá đào tạo cán bộ hoá học cho Quân đội Nhân dân Lào, 13 khoá đào tạo cán bộ hoá học cho Quân đội Hoàng gia Campuchia.
Tính đến thời điểm hiện tại, Nhà trường đã có 100% giảng viên đạt trình độ đại học và sau đại học ( trong đó trình độ tiến sỹ 6,10%, trình độ thạc sỹ 43,9%), 02 Nhà giáo Ưu tú, 147 lượt đồng chí giáo viên đạt danh hiệu giáo viên dạy giỏi các cấp, trong đó có 133 lượt  đồng chí đạt danh hiệu giáo viên dạy giỏi cấp trường, 14 lượt đồng chí đạt danh hiệu giáo viên dạy giỏi cấp toàn quân, 47 học viên đạt  "Học viên giỏi"; 01 đồng chí  đạt danh hiệu Anh hùng Lực lượng vũ trang nhân dân.
Với những thành tích đã đạt được trong suốt thời gian qua, Nhà trường đã được Chủ tịch nước tặng thưởng 3 Huân chương Chiến công, 1 Huân chương Quân công hạng nhì, 3 Huân chương Bảo vệ Tổ quốc (hạng Nhất, Nhì, Ba)  và nhiều bằng khen, cờ thi đua của Chính phủ, Bộ Quốc phòng, Bộ Giáo dục - đào tạo, UBND thành phố Hà Nội, UBND Tỉnh Hà Tây, Trung ương Đoàn TNCS  Cộng sản Hồ Chí Minh; 58 lượt đơn vị được tặng thưởng danh hiệu Đơn vị quyết thắng; 3375 lượt cán bộ, học viên, chiến sĩ, công nhân viên được tặng Bằng khen, Giấy khen, danh hiệu Chiến sĩ thi đua, Chiến sĩ tiên tiến, Lao động tiên tiến…

## Ban giám hiệu
- Hiệu trưởng: Đại tá, TS Vũ Văn Năm
- Chính ủy: Đại tá, TS Nguyễn Văn Biên
- Phó Hiệu trưởng đào tạo: Đại tá, ThS Hoàng Văn Hoán
- Phó Hiệu trưởng: Thượng tá, TS Lê Quang Lan
- Phó Chính ủy: Thượng tá, CN Bùi Đình Huyền

## Đội ngũ giảng viên
- Hiện nay, 100% giảng viên có trình độ cử nhân, kỹ sư và trên đại học; hầu hết đã có thời gian rèn luyện thực tế tại các đơn vị; có hai đồng chí đạt danh hiệu "Nhà giáo ưu tú", nhiều đồng chí đạt danh hiệu Nhà giáo Bộ Quốc phòng.

## Mục tiêu
Mục tiêu phát triển của Trường Đại học Sĩ quan Phòng hóa là xây dựng, phát triển nguồn nhân lực hóa học quân sự, không ngừng nâng cao khả năng sẵn sàng chiến đấu và tham gia có hiệu quả nhiệm vụ xây dựng kinh tế, bảo vệ môi trường sinh thái bền vững của Quân đội Nhân dân Việt Nam.

## Đào tạo

### Đào tạo đại học
- Đào tạo cử nhân quân sự chuyên ngành Chỉ huy kỹ thuật Hóa học.
- Hoàn thiện sĩ quan Chỉ huy kỹ thuật Hóa học trình độ đại học.
- Đào tạo Cử nhân quân sự chuyên ngành Chỉ huy kỹ thuật Hóa học cho Quân đội Nhân dân Lào.
- Đào tạo Sĩ quan Chỉ huy Kỹ thuật Hóa học trình độ cao đẳng cho Quân đội Hoàng gia Cam-pu-chia.
- Liên kết đào tạo Kỹ sư công nghệ hóa học với Học viện Kỹ thuật quân sự.
- Đào tạo Chủ nhiệm Hóa học quân khu, quân đoàn, tỉnh, thành phố.

### Đào tạo trung học chuyên nghiệp
- Đào tạo kỹ thuật viên các chuyên ngành:

1. Nhân viên Sửa chữa khí tài Hóa học;
2. Nhân viên Hóa nghiệm.

## Các phòng, ban chức năng
- Phòng Đào tạo - Trưởng phòng Thượng tá, ThS Lại Hồng Sơn
- Phòng Chính trị - Chủ nhiệm Chính trị: Đại tá, CN Ngô Văn Chiến
- Phòng Tham mưu - Hành chính - Trưởng phòng: Thượng tá, CN Nguyễn Hữu Mười
- Phòng Kỹ thuật - Chủ nhiệm Kỹ thuật: Thượng tá, CN Đặng Trần Chiến
- Phòng Hậu cần - Chủ nhiệm Hậu cần: Thượng tá, CN Hà Văn Mây
- Ban Tài chính - Trưởng ban: Trung tá, Lê Đình Ước
- Ban Quân lực - Trưởng ban: Đại uý, CN Nguyễn Văn Kiều
- Ban Khảo thí & Đảm bảo chất lượng giáo dục - đào tạo - Trưởng ban: Đại tá, ThS Nguyễn Minh Tuấn.

## Các khoa
- Khoa Cơ bản - Chủ nhiệm khoa: Trung tá, TS Bùi Đức Cương
- Khoa Khoa học Xã hội và Nhân văn - Chủ nhiệm khoa: Đại tá, TS Nguyễn Văn Biên
- Khoa Quân sự chung - Chủ nhiệm khoa: Đại tá, CN Phan Văn Hùng
- Khoa Chiến thuật - Chủ nhiệm khoa: Đại tá, TS Nguyễn Trọng Mạnh
- Khoa Phòng hoá - Chủ nhiệm khoa: Đại tá, ThS Nguyễn Văn Phước
- Khoa Xe máy Hóa học - Chủ nhiệm khoa: Đại tá, TS Lê Tuấn Quỳnh

## Các tiểu đoàn quản lý học viên
- Tiểu đoàn 1: Tiểu đoàn trưởng: Thiếu tá, CN Lê Ngọc Minh
- Tiểu đoàn 2: Tiểu đoàn trưởng: Thượng tá, CN Nguyễn Sỹ Nguyên
- Tiểu đoàn 3: Tiểu đoàn trưởng: Thượng tá, CN Lương Anh Dũng